# David Colturi
David Colturi (30 aprile 1989) è un tuffatore statunitense, specializzato nelle grandi altezze.

## Biografia
Ha rappresentato gli Stati Uniti d'America a tre edizioni dei campionati mondiali di nuoto: a Kazan' 2015, dove è giunto quarto e a Budapest 2017 e Gwangju 2019, in cui si è classificato decimo.
Nel 2018 si è tuffato nelle acque del Lago dei Quattro Cantoni, a Sisikon, lanciandosi da un parapendio dall'altezza di 20 metri.

## Palmarès
| Anno | Manifestazione | Sede     | Evento         | Risultato | Prestazione | Note |
| ---- | -------------- | -------- | -------------- | --------- | ----------- | ---- |
| 2015 | Mondiali       | Kazan'   | Grandi altezze | 4º        | 586,70 p.   |      |
| 2017 | Mondiali       | Budapest | Grandi altezze | 10º       | 340,00 p.   |      |
| 2019 | Mondiali       | Gwangju  | Grandi altezze | 10º       | 343,40 p.   |      |